# Церковь Святого Августина (Мелилья)
Церковь Святого Августина (исп. Iglesia de San Agustín) — приходская церковь в Мелилье, расположена в Новом городе.
Первой в районе Баррио-дель-Реаль была часовня, созданная церковным викарием Мигелем Акостой, расположенная на улице Кастилья и освящённая 26 июля 1912 года. Первым храмом, посвящённым Святому Августину, была часовня, расположенная на улице Генерала Вильяльбы, освящённая 15 марта 1913 года. Эта часовня была перенесена на улицу Сеута викарием Хосе Кассолой до 1920 года и передана прелатом епархии к приходской церкви Священного Сердца Иисуса.
Отдельной приходской церковью перестроенная часовня Святого Августина стала 25 декабря 1939 года.
Церковь построена в стиле ар-деко с элементами необарокко, представляет собой храм из цельного кирпича для стен и железных балок для двускатной крыши.
Фасад имеет треугольную композицию, портал, обрамленный полукруглой аркой, по бокам которой расположены окна с такими же арками. Над входом расположено окно-роза. Выше здание венчает звонница с тремя колоколами. В храме один неф без свода. Внутри установлен орган.
В 2015 году был полностью модернизирован интерьер единственного нефа церкви и изменена планировка алтаря.

## Галерея

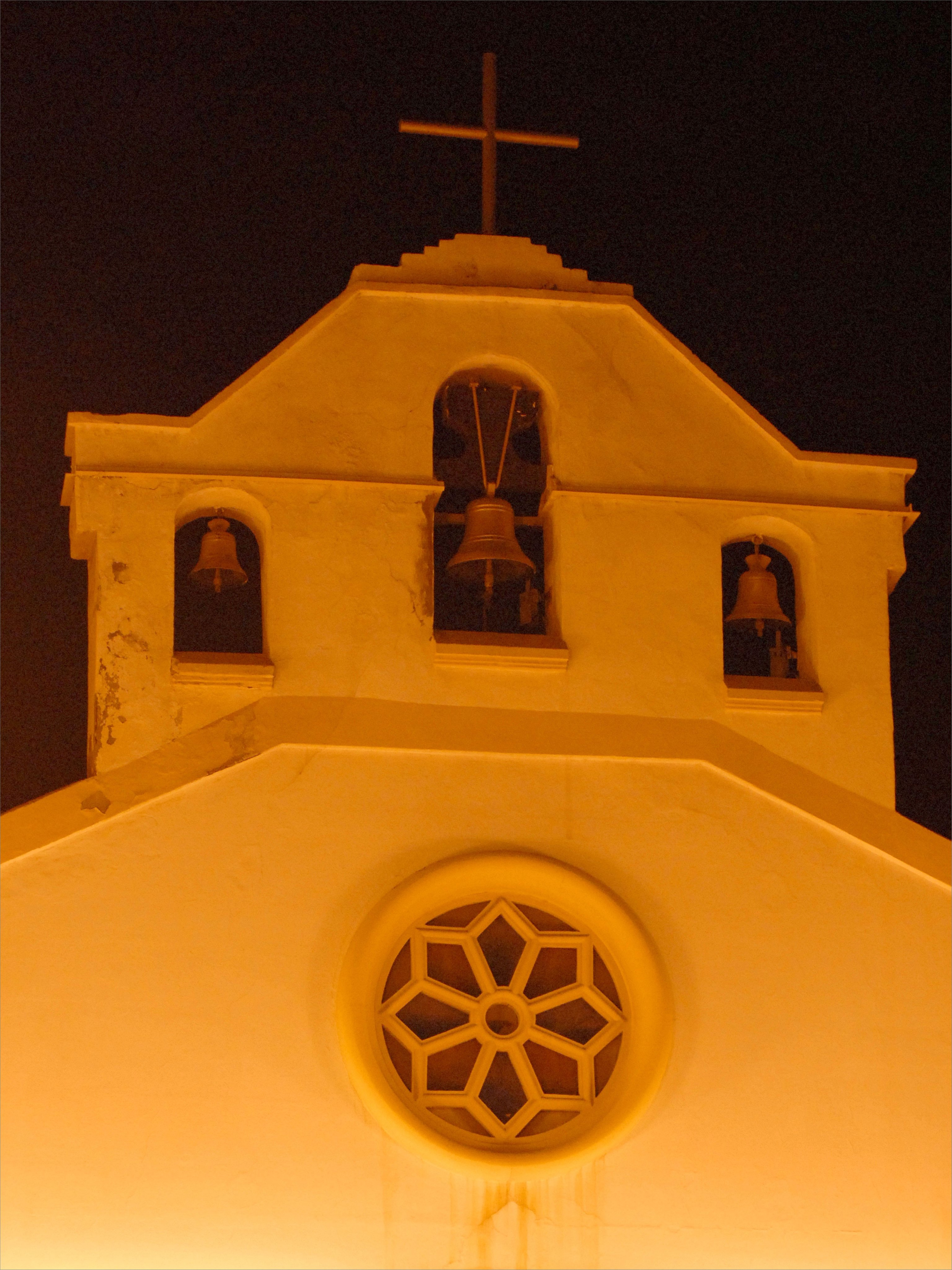
Звонница ночью
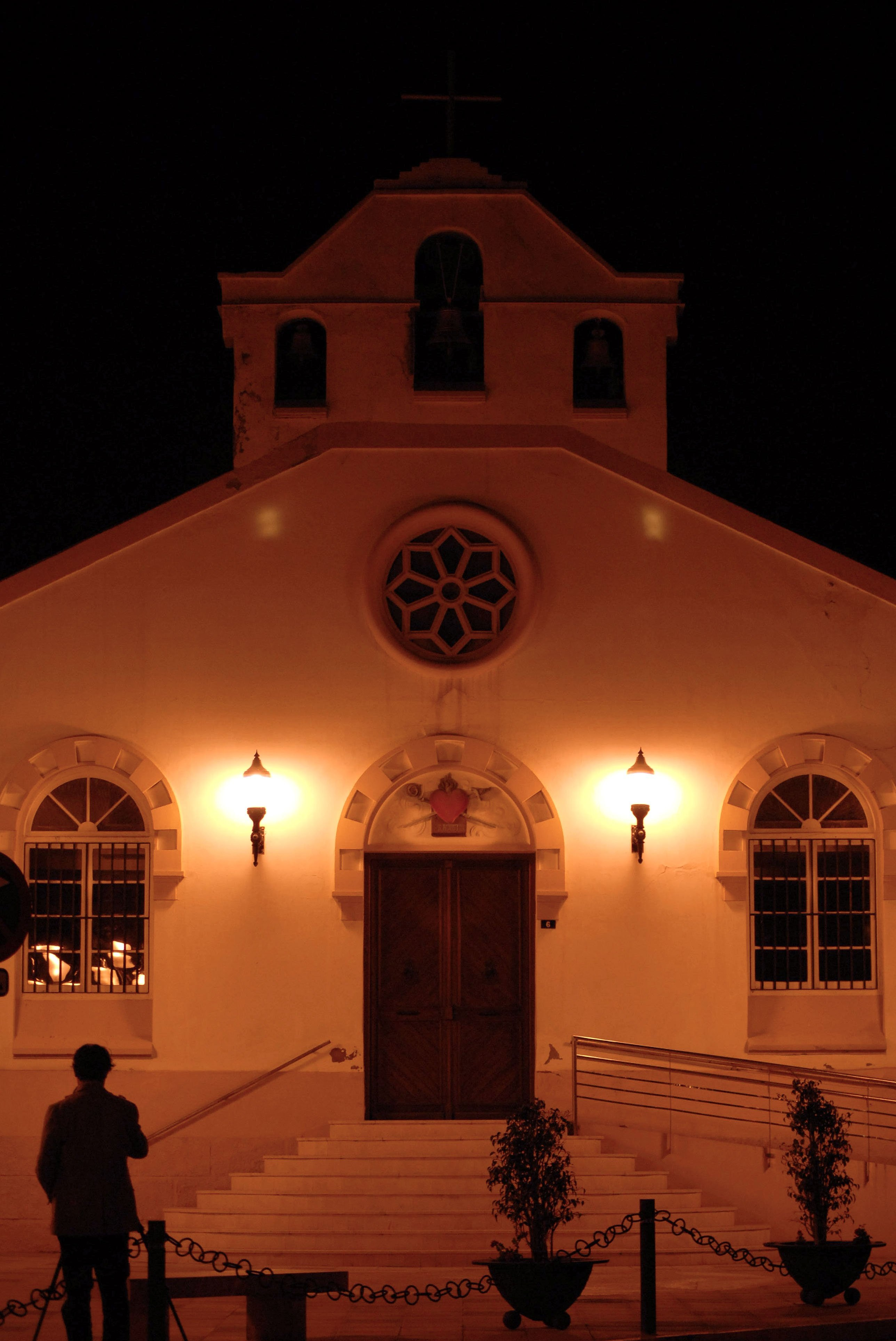
Ночной вид фасада
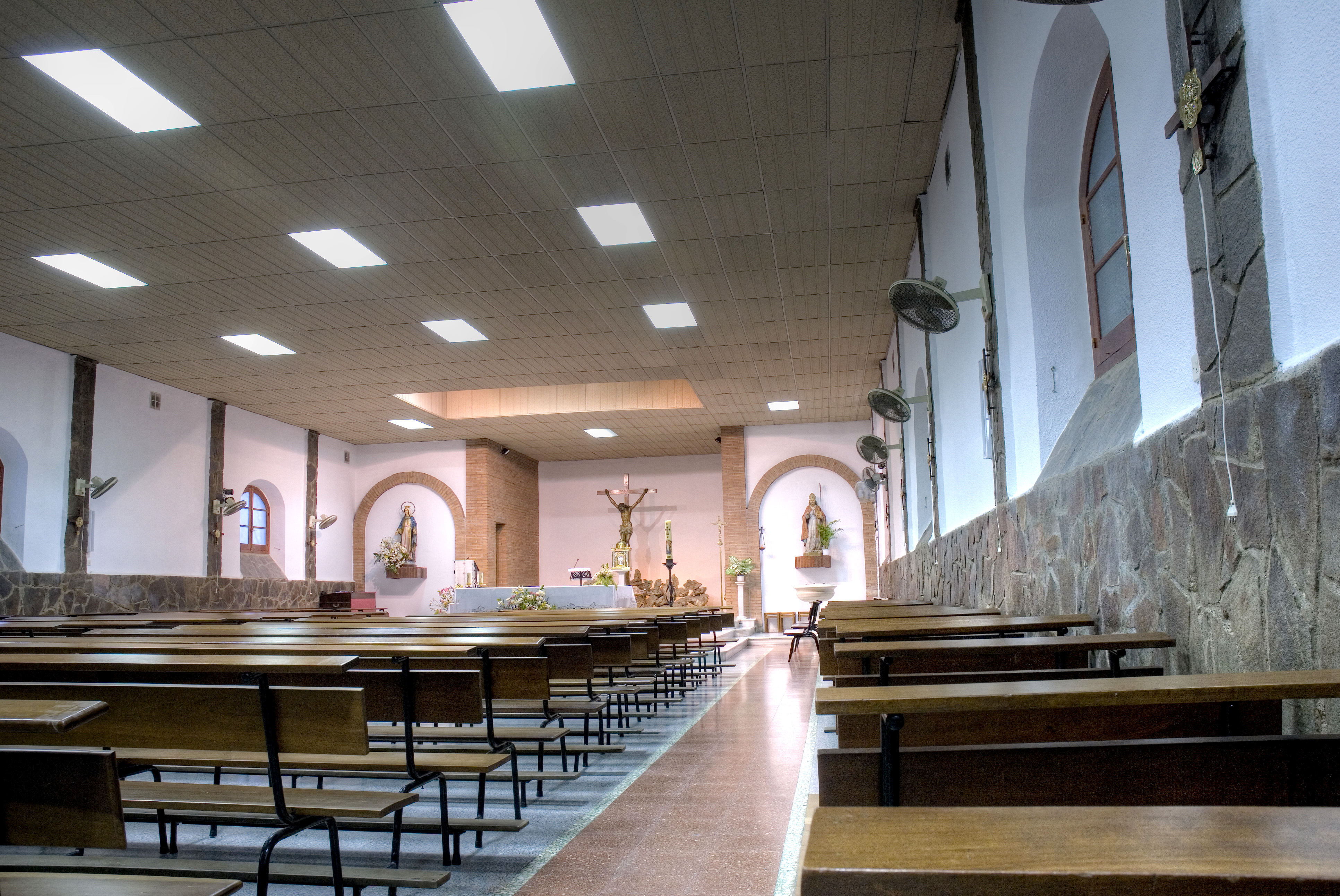
Интерьер церкви
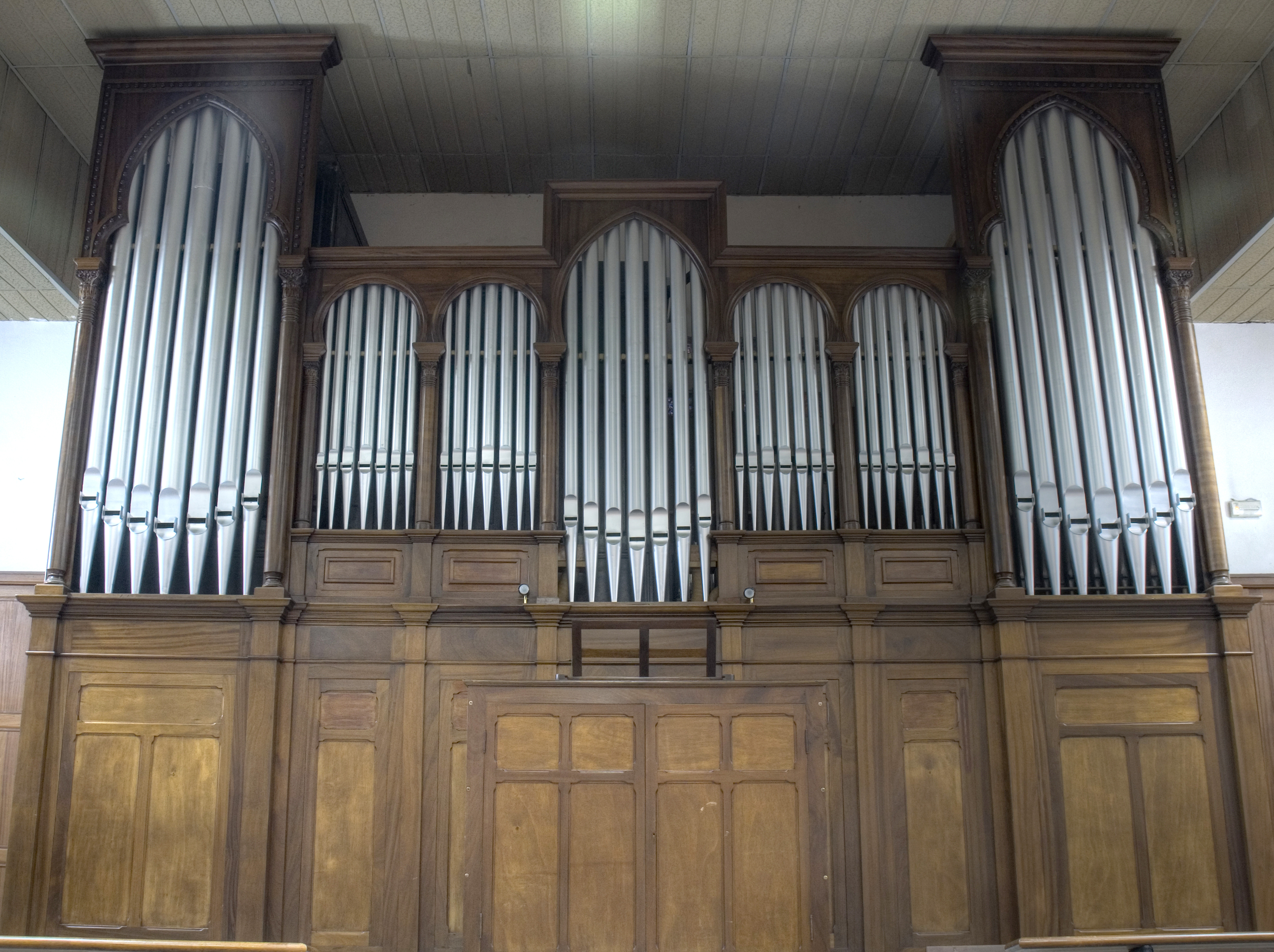
Орган церкви